# Henrik Rantzau (1630-1687)
 Der er flere personer med dette navn, se Henrik Rantzau (flertydig).
Henrik Rantzau (1630 – 30. marts 1687 i København) var en dansk godsejer og kammerherre, bror til Otto Rantzau.
Rantzau var søn af Frederik Rantzau og Margrethe Clausdatter Podebusk. Han skrev sig til Rosenvold (1674) Eskilstrup og Hammelmose, blev 1660 hofjunker, 1670 kammerjunker hos kronprinsen og 1671 kammerherre. Han døde i København "ved Stranden".
Rantzau døde ugift og er begravet i Det Rantzauske Kapel i Rårup Kirke.